# Izatha huttonii
Izatha huttonii là một loài bướm đêm thuộc họ Oecophoridae. Nó là loài đặc hữu của New Zealand, ở đó nó được tìm thấy ở Đảo Nam, đảo Stewart, và huyện Wellington của Đảo Bắc.
Sải cánh dài 18–25 mm đối với con đực và 20–29 mm đối với con cái. Con trưởng thành bay từ tháng 11 đến tháng 3.
Ấu trùng được ghi nhận ăn nhánh chết của loài Aristotelia serrata. Loài cây chủ khác là Coprosma robusta.